# 沃韦斯河
46°27′39″N 6°50′06″E / 46.46089°N 6.83497°E

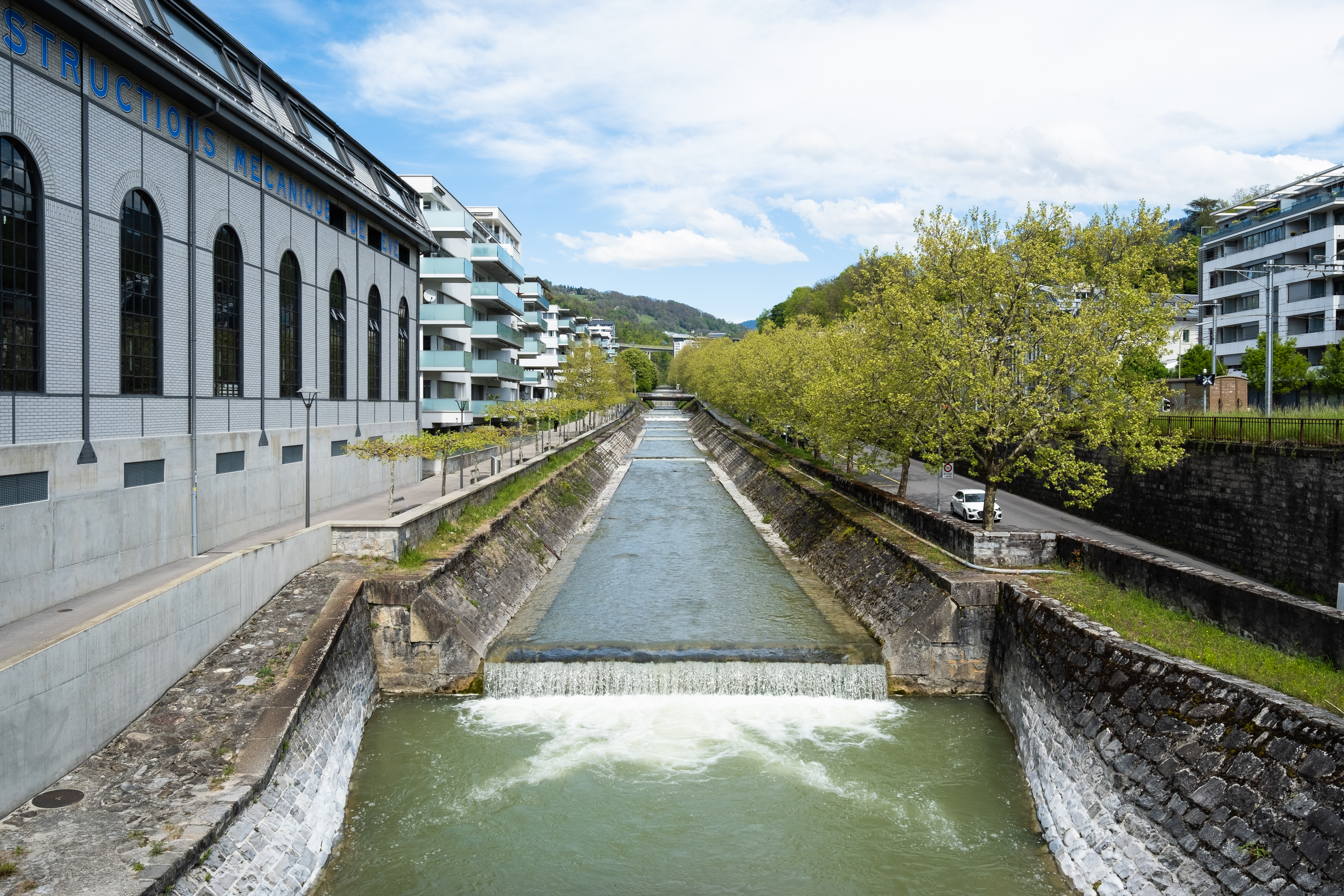

沃韦斯河（法語：Veveyse，法語發音：[vəvɛz]）是瑞士的河流，位於該國西部，流經弗里堡州和沃州，屬於羅訥河的支流，河道全長21公里，流域面積65平方公里，河口處在沃韋。